# Andro (India)
Andro è una suddivisione dell'India, classificata come nagar panchayat, di 8.313 abitanti, situata nel distretto di Imphal Est, nello stato federato del Manipur. In base al numero di abitanti la città rientra nella classe V (da 5.000 a 9.999 persone).

## Geografia fisica
La città è situata a 24° 46' 38 N e 94° 03' 48 E, a 27 chilometri a est di Imphal.

## Società

### Evoluzione demografica
Al censimento del 2001 la popolazione di Andro assommava a 8.313 persone, delle quali 4.187 maschi e 4.126 femmine. I bambini di età inferiore o uguale ai sei anni assommavano a 1.320, dei quali 673 maschi e 647 femmine. Infine, coloro che erano in grado di saper almeno leggere e scrivere erano 3.868, dei quali 2.148 maschi e 1.720 femmine.